# ميخائيل غيير
ميخائيل غيير (بالألمانية: Michael Geyer)‏ هو مؤرخ عسكري ومؤرخ ألماني، ولد في 1947 في فرايبورغ ‏ في ألمانيا.